# انتف الثامن

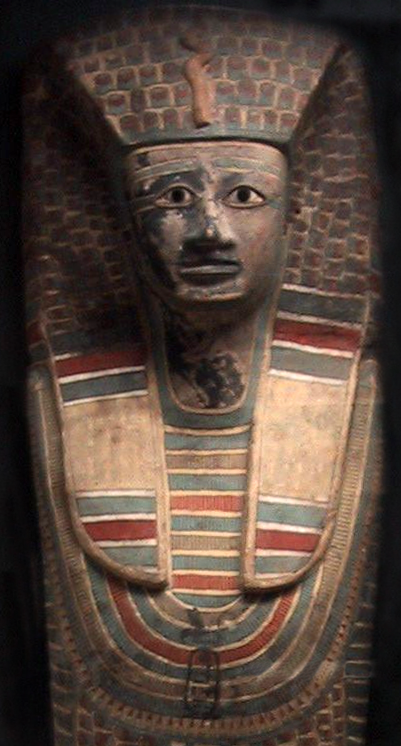
تابوت الملك انتف الثامن بمتحف اللوفر

الملك انتف الثامن والاسم الملكى سخم رع هر وحر ماعت أحد ملوك الأسرة السابعة عشر.
كان انتف الثامن يحكم من طيبة في الوقت الذي كان الهكسوس يحتلون أجزء كثيرة من مصر، ولم يعثر لهذا الملك على آثار غير مقبرته مما يدل على انه حكم لفترة قصيرة جدا وربما توفي بعد توليه العرش مباشرة
وقد اكتشفت مقبرة الملك انتف الثامن في جبانة ذراع أبو النجا، وقد عثر مريت على تابوته في العام 1854م وهو من الخشب، وهذا التابوت محفوظ الآن في متحف اللوفر بفرنسا.